# Île Fraser
Pour les articles homonymes, voir Fraser.
L'île Fraser (en anglais : K'gari, ex. Fraser Island), située en mer de Corail à proximité de la côte orientale du Queensland (Australie), est la plus grande île de sable du monde avec une superficie de 1 840 km2, une longueur de 123 km, une largeur d'environ 25 km et un point culminant atteignant 260 m d'altitude. Le sable s'accumule le long de cette portion de la côte du Queensland pendant quelque 750 000 ans, en partie parce que le soubassement volcanique constitue une sorte de barrage naturel pour les sédiments charriés vers le littoral oriental par un puissant courant.
L'île est inscrite au patrimoine mondial de l'UNESCO en 1992 ainsi qu'au titre de réserve de biosphère en 1977 sous le nom de Great Sandy.

## Histoire

### Découverte de l'île

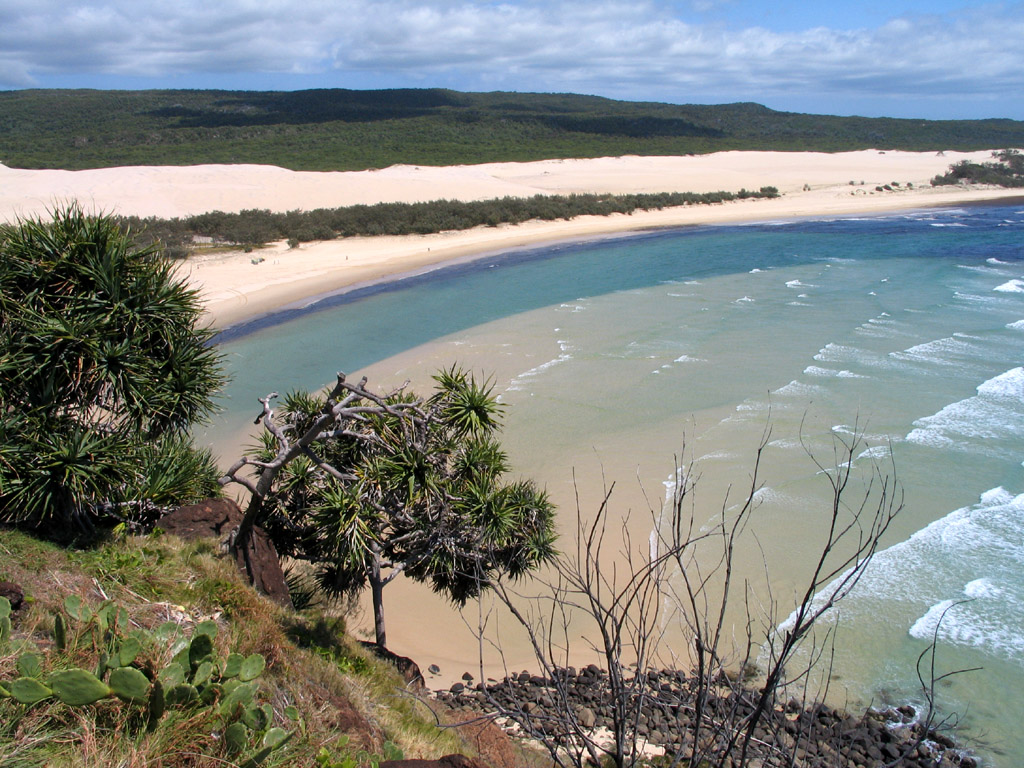
L'île Fraser vue depuis Indian Head.

Le nom autochtone de l'île est K'gari qui signifie paradis dans la langue des aborigènes Buchula.
L'explorateur britannique James Cook découvrit l'île le 29 mai 1770. Il la contourna par la côte est qu’il supposa n'être qu'un promontoire. Il donna des noms aux rivages qu'il longea. Indian Head est un rocher au Nord-Est de l'île. Il lui donne ce nom car les aborigènes s'y rassemblent à son arrivée. Sandy Cape forme la pointe de l'île. On y trouve aujourd'hui un phare qui a éloigné de nombreux navires d'eaux dangereuses.
Dans la nuit du 22 mai 1836, le bateau Stirling Castle s'échoue sur la Grande barrière de corail à quelques centaines de kilomètres au nord de l'île Fraser. À son bord se trouvaient dix-huit personnes dont le capitaine James Fraser et sa femme Elizabeth. On met un bateau de sauvetage à la mer. Le capitaine et sa femme prennent une autre embarcation de secours, remorquée par l'équipage.
Elizabeth Fraser survécut à son séjour sur l'île et fut, avec les autres survivants, recueillie par une patrouille de secours venant de Brisbane. Elle put retourner en Angleterre en 1837 et grâce à son talent de conteuse, son récit est vendu dans toutes les librairies de Londres. D'après ce récit, les naufragés débarquent à proximité de Waddy Point où ils se mettent en quête d'eau douce. Ils auraient tous été capturés par les aborigènes qui les auraient gardés en captivité pendant plusieurs semaines et les auraient forcés à travailler pour eux. Le capitaine Fraser étant malade et dans l’incapacité de porter du bois, il aurait été transpercé par une lance. Il succombe à ses blessures huit ou neuf jours plus tard. Cependant, un autre rescapé relate que les aborigènes auraient secouru l'équipage et que Fraser, affaibli, serait décédé de mort naturelle. Réelles ou imaginées, les souffrances du capitaine Fraser et de sa femme Elizabeth deviennent légendaires et on donne leur nom à l'île. Leurs histoires inspirent aussi le roman du célèbre écrivain australien Patrick White : Une ceinture de feuilles. Elizabeth Fraser mourut plus tard à Melbourne, renversée par un fiacre.

### Projets d'exploitation
Les habitants des environs ont commencé à visiter l'île dès les années 1870. Mais l'attrait des touristes pour l'île Fraser ne se développa pas avant les années 1930 avec l'organisation des premiers circuits touristiques commerciaux et la construction des premiers hébergements. Le tourisme se développa tout au long du XXe siècle. Dans les années 1970, l'île devint une destinations réputée de la côte du Queensland.
Dans les années 1950, les autorités australiennes ont eu pour projet de transférer la population de Nauru, île surpeuplée et ravagée par l'exploitation du phosphate, en premier lieu sur l'île Fraser puis sur l'île Curtis. Ce projet échoue et est définitivement rejeté en 1964 à cause du refus australien d'accorder l'indépendance aux Nauruans qui auraient dû se contenter d'une autonomie au sein du Commonwealth d'Australie,.
Par ailleurs, dans les années 1970 à 1980, l'île a été menacée par des projets d'exploitation de sable, les forêts ont été décrétées propriété de l'État en 1976. L'écologiste John Sinclair a réussi au terme de 25 ans de combat à assurer le classement de l'île au patrimoine mondial.  L'île est devenue partie du Parc national Great Sandy en 1992.

### Époque contemporaine
Aujourd'hui, développer le tourisme tout en préservant le charme et la biodiversité de l'île est devenu le défi des autorités. Sur l'île, les touristes sont sensibilisés sur la fragilité d'un écosystème unique. Le maintien de cette attraction touristique dépend avant tout de leur respect de règles élémentaires comme l'interdiction de nourrir les dingos. La cohabitation des hommes et des dingos est en effet sujette à de vives controverses. Le 30 avril 2001, un enfant de neuf ans avait été tué sur l'île Fraser par des dingos. C'était le premier cas d'attaque mortelle d'un humain de plus d'un an par des dingos en Australie. 31 dingos habitués à fréquenter des zones très visitées avaient alors été abattus. Certains parlaient de les abattre tous, même si les dingos sont sur la liste des espèces menacées d'extinction. Les dingos sont donc en sursis sur l'île. Le message donné aux touristes est donc le suivant : s'ils veulent que l'île Fraser reste ouverte au public, ils doivent prendre conscience que leur présence doit être la moins visible et la moins nuisible possible.

## Géographie

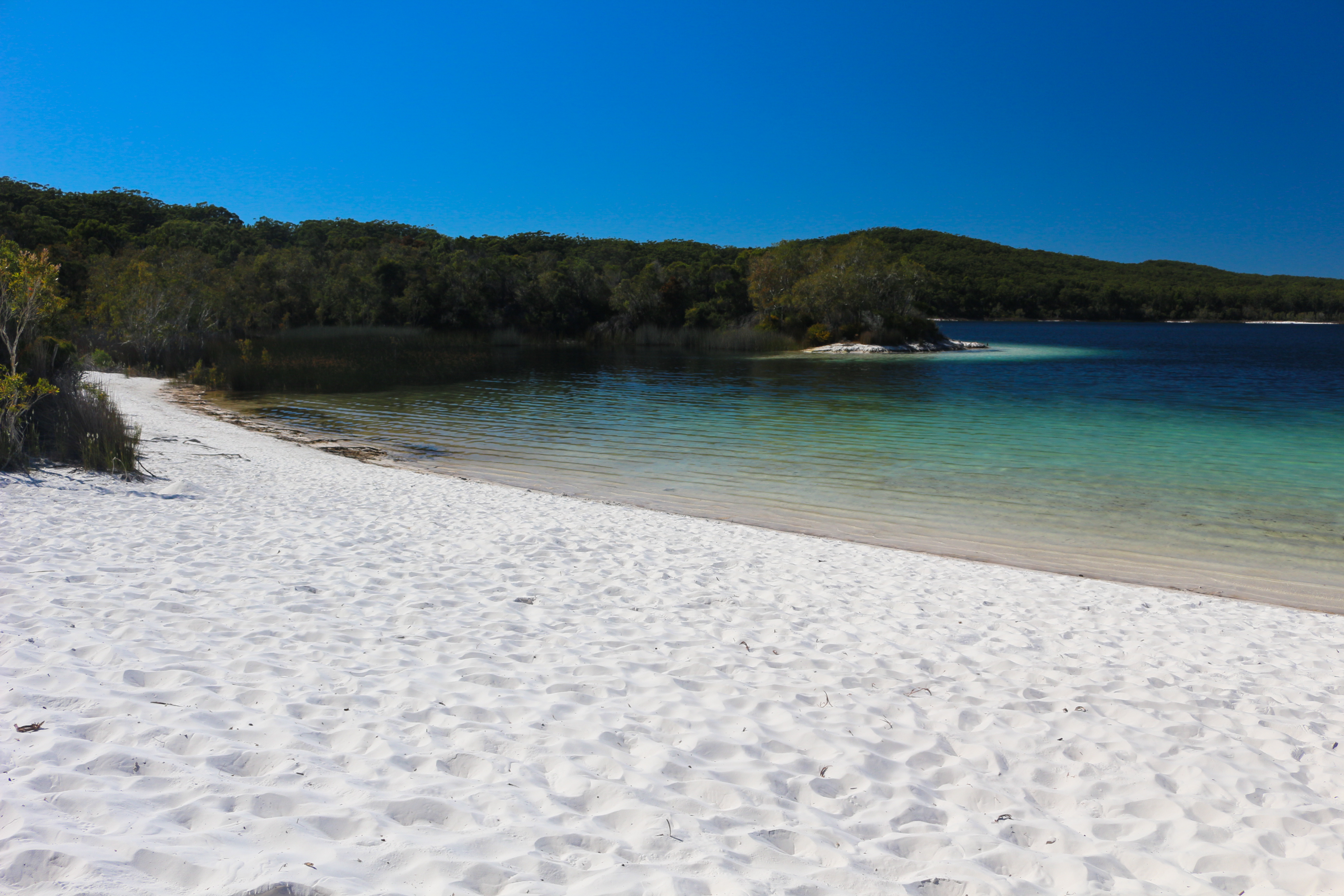
La plage du lac McKenzie

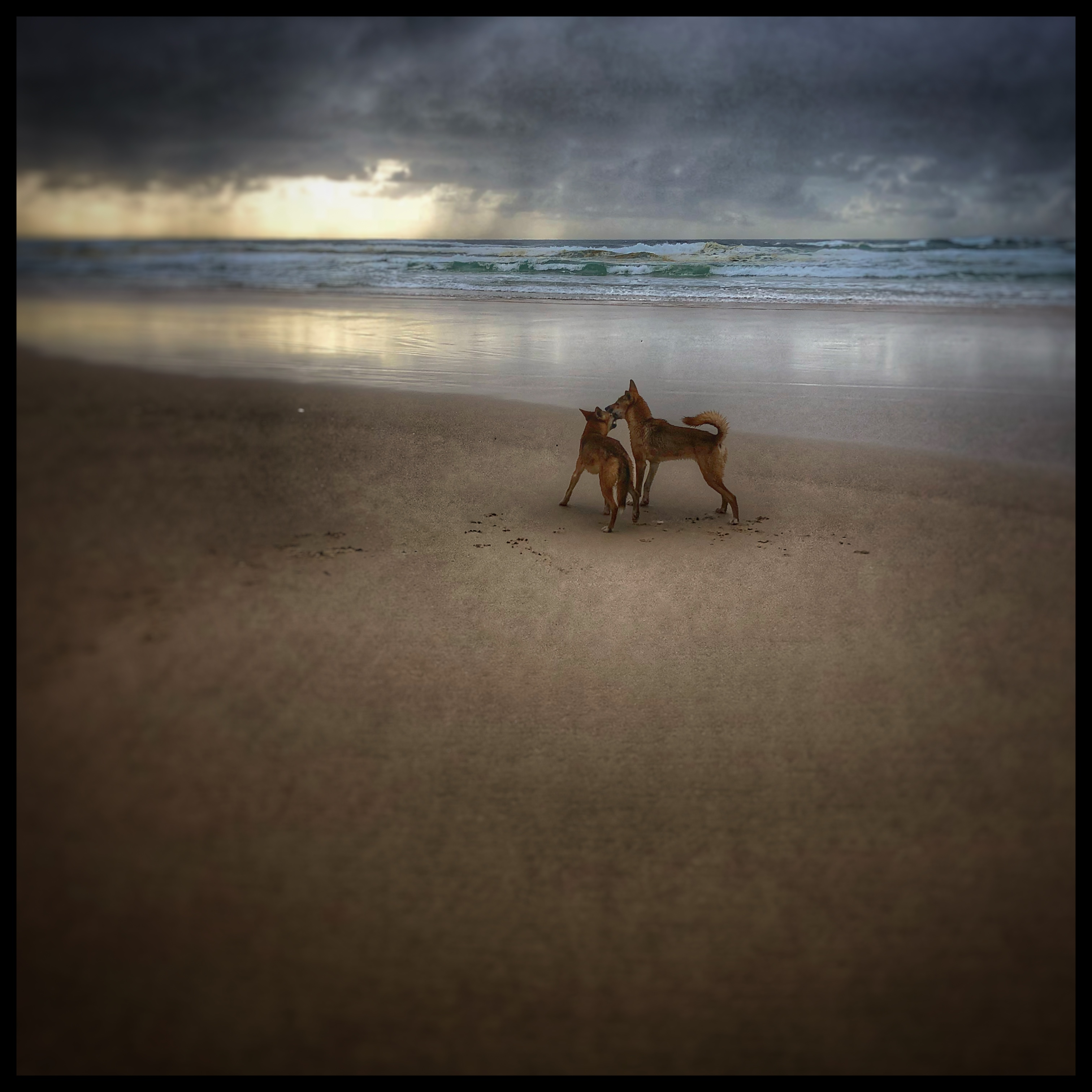
Deux jeunes dingos jouant sur la plage d'Eli Creek sur l'île Fraser. Avril 2018.

L'île Fraser est située en mer de Corail, à proximité de la côte orientale de l'Australie, à 28 km à l'est de Maryborough et à 180 kilomètres au nord de Brisbane dans le Queensland. L'île fait partie du Parc national Great Sandy. Elle est séparée de la côte continentale par le détroit de Great Sandy (en anglais Great Sandy Strait), d'une largeur variant de 1,4 km à 11 km pour une longueur de 69 km.
Elle peut être atteinte par traversier et les véhicules tout-terrain sont les seuls capables de se déplacer sur les pistes de sable et les plages de l'île. Il y a une multitude de terrains de camping disponibles avec vue sur l'océan Pacifique et sur les baleines migratrices. On retrouve aussi sur l'île des zones protégées.
Les navettes touristiques font le tour de l'île.
Forêt pluviale, fougères géantes, palmiers et eucalyptus poussent sur cet immense banc de sable.
L'île concentre la moitié des lacs dunaires d'eau douce perchés du monde, au nombre de 40. Ces lacs se forment lorsque la végétation, se développant dans une dépression de la dune, crée une retenue d'eau de pluie. Il existe d'autres types de lacs sur l'île. Les lacs de type barrage se forment lorsqu'une dune mouvante bloque le passage d'un cours d'eau. Les lacs de type fenêtre apparaissent lorsqu'une dépression dans la dune laisse émerger la nappe phréatique.
Le lac le plus populaire est certainement le lac McKenzie qui se trouve près de la ville d'Eurong, dans le Sud de l'île. C'est là que les touristes passent un moment pour nager. La plage est d'un blanc éclatant et l'eau d'une parfaite limpidité. Le lac Wabby est aussi très prisé mais comme il est plus profond, la température de l'eau y est bien plus fraiche. Lake Allom, bordé de melaleucas et de joncs, est entouré d'une forêt tropicale et on peut même y voir des tortues d'eau douce.
Le cours d'eau le plus important est Eli Creek, sur la côte est de l'île. C'est un autre site de baignade très populaire et on y trouve une promenade en bois qui s'enfonce dans la forêt tropicale de l'île.
L'île compte bien d'autres sites naturels d'une beauté remarquable. Le lac Boomanjin et le lac Birrabeen sont d'autres lacs splendides. On trouve aussi d'autres cours d'eau, comme Wanggolba Creek, dont l'eau est si claire que l'on voit parfaitement le fond de sable blanc. D'autres lieux de baignages appréciés des touristes sont ces piscines, creusées dans la roche, dont Champagne pools est la plus connue. Coloured Sands, Indian Head, 75-miles beach, ou l'épave du Maheno sont autant de sites qui parsèment la côte pour le plus grand plaisir des touristes.

## Faune et flore
230 espèces d’oiseaux et 25 espèces de mammifères cohabitent sur l'île. Les dingos y sont communs. Ce sont parmi les derniers dingos de race pure d'Australie et c'est pourquoi, afin d'éviter tout croisement, les chiens ne sont pas autorisés sur l'île. Il est par ailleurs demandé aux touristes de ne pas nourrir les dingos afin de conserver leurs réflexes d'espèce sauvage et ne pas les habituer à se rapprocher de l'homme. Une amende lourde punit les fautifs.
L'île héberge aussi une flore unique. La majorité des terres est recouverte d’herbes, de buissons, d’eucalyptus et d’acacias. On y trouve aussi des palmiers, d'immenses kauri et des fougères préhistoriques qui forment la particularité de la végétation. La forêt tropicale de l'île est aussi la seule au monde à pousser sur le sable.
Certains des arbres de l'île Fraser font d'excellents bois de construction car très riches en minéraux et en silice. Certains furent même utilisés pour la construction du canal de Suez. Une exploitation extensive fut pratiquée au milieu des années 1900. Des voies ferrées furent installées à l'époque pour faciliter le transport mais furent enlevées plus tard. La gare de chemin de fer reste cependant une destination touristique prisée. Celle-ci est le centre d'un réseau de chemins de promenade qui permettent d'apprécier la diversité botanique de l'île. Une des plus rares espèces de fougères pousse en bordure de forêt pluviale à proximité de l'ancienne gare.
En raison d'un vent dominant sud-est, de grandes dunes de sable se forment sur l'île, se déplaçant à une vitesse de un à deux mètres par an et recouvrant tout ce qui se trouve sur leur passage. Cela rend le sable de l'île particulièrement riche en nutriments. L'érosion éolienne entraine le sable des dunes loin au large, parfois jusqu'à l'État de Nouvelle-Galles du Sud.

## Premiers habitants
Pour les aborigènes, l'arrivée de colons européens représenta une véritable catastrophe. On n'en trouve plus aucun sur l'île aujourd'hui. Les premiers habitants de l'île Fraser étaient le peuple Butchulla. Les recherches archéologiques ont montré qu'ils y vivaient depuis plus de 5 000 ans mais des recherches plus approfondies pourraient faire remonter l'occupation de l'île à des temps plus anciens encore. Aujourd'hui, des pièges à poissons, des traces de feux de camp, des empreintes laissées sur les troncs d'arbres ou des déchets (principalement des coquillages) témoignent de la présence de ces premiers habitants.
À l'arrivée des Européens, ce peuple vivait surtout sur le continent proche, un petit groupe de 400 à 600 individus vivant sur l'île de façon permanente. En hiver, les aborigènes se rassemblaient sur l'île Fraser pour célébrer et profiter de l'abondance de la nourriture que leur livrait l'océan en cette saison. La population de l'île passait alors à 2 000 ou 3 000 individus. Les aborigènes utilisaient des canoës, fabriqués à partir d'une longue pièce d'écorce, fermée hermétiquement à chaque extrémité avec de la cire d'abeille.
Les canoës étaient également utilisés pour pêcher. Un feu était aménagé à l'intérieur des canoës et les poissons pouvaient être cuits immédiatement après avoir été pêchés. Les aborigènes pêchaient au moyen de lances en bois ou avaient recours à des pièges en pierre qui isolaient les poissons à marée basse. Ainsi, de l'océan, les aborigènes tiraient une alimentation variée : coquillages, dugongs, tortues, anguilles, oiseaux aquatiques, œufs, etc.
Les aborigènes chassaient aussi sur l'île. Ne connaissant pas le métal, ils taillaient leurs couteaux dans la pierre. Ils possédaient aussi des haches pour chasser les quelques animaux présents sur l'île, notamment des opossums. Ces haches étaient faites d'un roc solidement attaché à un manche à l'aide de cire d'abeilles stingless locales. Ces abeilles tenaient une place prépondérante dans la culture du peuple Butchulla. Non seulement pour la cire mais également pour le miel qui était la source principale de sucre.
Les aborigènes se nourrissaient aussi de patates sauvages et autres racines que les femmes récoltaient. Les Grass Tree ou xanthorrhoea, représentaient la base de la nourriture des Butchulla. Ils utilisaient la partie inférieure des feuilles qui s'apparentent à celle des choux. Les feuilles étaient mangées crues ou cuites et le fruit grillé. Les aborigènes connaissaient parfaitement la flore locale. Les fruits des pandanus, non comestibles, étaient placés dans un sac que les aborigènes trempaient dans les cours d'eau afin de les débarrasser des substances toxiques. Ils en utilisaient aussi les feuilles pour confectionner des paniers. Dans la forêt, ils trouvaient aussi des baies, tiraient le nectar doux du banksia. Les femmes fabriquaient de la farine en martelant les racines des fougères de bungwall.
Le cannibalisme était aussi pratiqué mais aucun homme n'était tué délibérément pour être mangé. Il s'agissait d'hommes morts au combat ou les enfants morts en bas âge. Les os des morts étaient séchés et placés dans un sac au creux d'un arbre appelé arbre funéraire.
Les aborigènes vivaient dans des abris dont la toiture était formée de longues bandes d'écorce d'environ deux à trois mètres. En hiver, des peaux d'opossums et un feu allumé à l'entrée réchauffaient le refuge.
Un homme ne pouvait pas se marier à une femme du même clan et leurs enfants appartenaient au clan de la mère.
Le déclin de la population aborigène s'amorça brutalement dans les années 1860 avec l'arrivée de bûcherons et d'équipages de la marine marchande qui apportèrent avec eux des maladies, de l'alcool et de l'opium. En 1904, l'île ne comptait plus que 150 habitants qui furent déportés dans des réserves sur le continent.

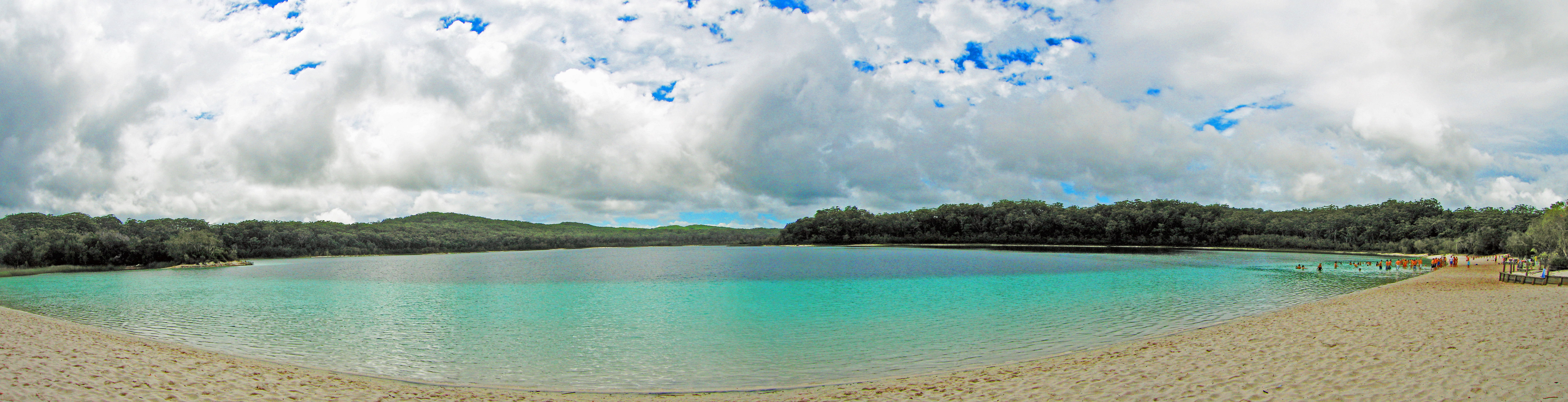
Un lac de l'île Fraser.